# Izaak Cylkow
Izaak Cylkow (ur. 11 stycznia 1841 w Bieżuniu, zm. 1 grudnia 1908 w Warszawie) – polski rabin i kaznodzieja, tłumacz Biblii hebrajskiej z języka hebrajskiego na polski.

## Życiorys
Był synem talmudysty Mojżesza Arona Cylkowa z Bieżunia. Wzrastał w środowisku asymilatorskim i reformatorskim Warszawskiej Szkoły Rabinów, którą ukończył w 1859. Następnie przez rok studiował medycynę, lecz przerwał studia i wybrał się dzięki stypendium stowarzyszenia Lomdej-Tora do Berlina na pogłębione studia filozoficzne i teologiczne. Obronił doktorat z filozofii i z filologii semickiej na Uniwersytecie Marcina Lutra w Halle i Wittenberdze.
Po powstaniu styczniowym wrócił do Polski. W 1865 został kaznodzieją w synagodze przy ulicy Daniłowiczowskiej, gdzie wygłaszał kazania w języku polskim. Został pierwszym rabinem Wielkiej Synagogi na Tłomackiem, gdzie przemawiał podczas jej uroczystego otwarcia w 1878, nawołując do wzajemnego zrozumienia i tolerancji pomiędzy religiami. Przemówienie to wypowiedziane po polsku, wbrew rozporządzeniu władz rosyjskich, stanowiło moment zwrotny w publicznym życiu reformowanych Żydów warszawskich.
Przez ponad 30 lat tłumaczył na język polski żydowskie księgi wchodzące w skład Starego Testamentu. Jako pierwsze ukazało się tłumaczenie Psalmów w 1883. W 1895 ukazała się Tora (czyli tzw. Pięcioksiąg Mojżeszowy, pierwsze pięć ksiąg Starego Testamentu) w dwóch edycjach (z komentarzami i bez komentarzy). Następnie w pierwszych latach XX wieku ukazywały się dalsze księgi. Dzieło to uchodzi za pierwsze tłumaczenie Starego Testamentu opierające się przede wszystkim na wersji hebrajskiej, nie zawiera jednak ksiąg Kronik, Ezdrasza, Nehemiasza i Daniela.
Zmarł 1 grudnia 1908 w Warszawie na atak serca, choć jeszcze 22 listopada był na zebraniu Towarzystwa Higieny Praktycznej, gdzie wraz z Bolesławem Prusem, duchownymi – katolickim i ewangelickim, wszedł do jego zarządu. Nad jego ciałem wystawionym przy kazalnicy Wielkiej Synagogi na Tłomackiem przemawiali jego następca i ideowy przeciwnik Samuel Poznański oraz dr Henryk Nusbaum. 

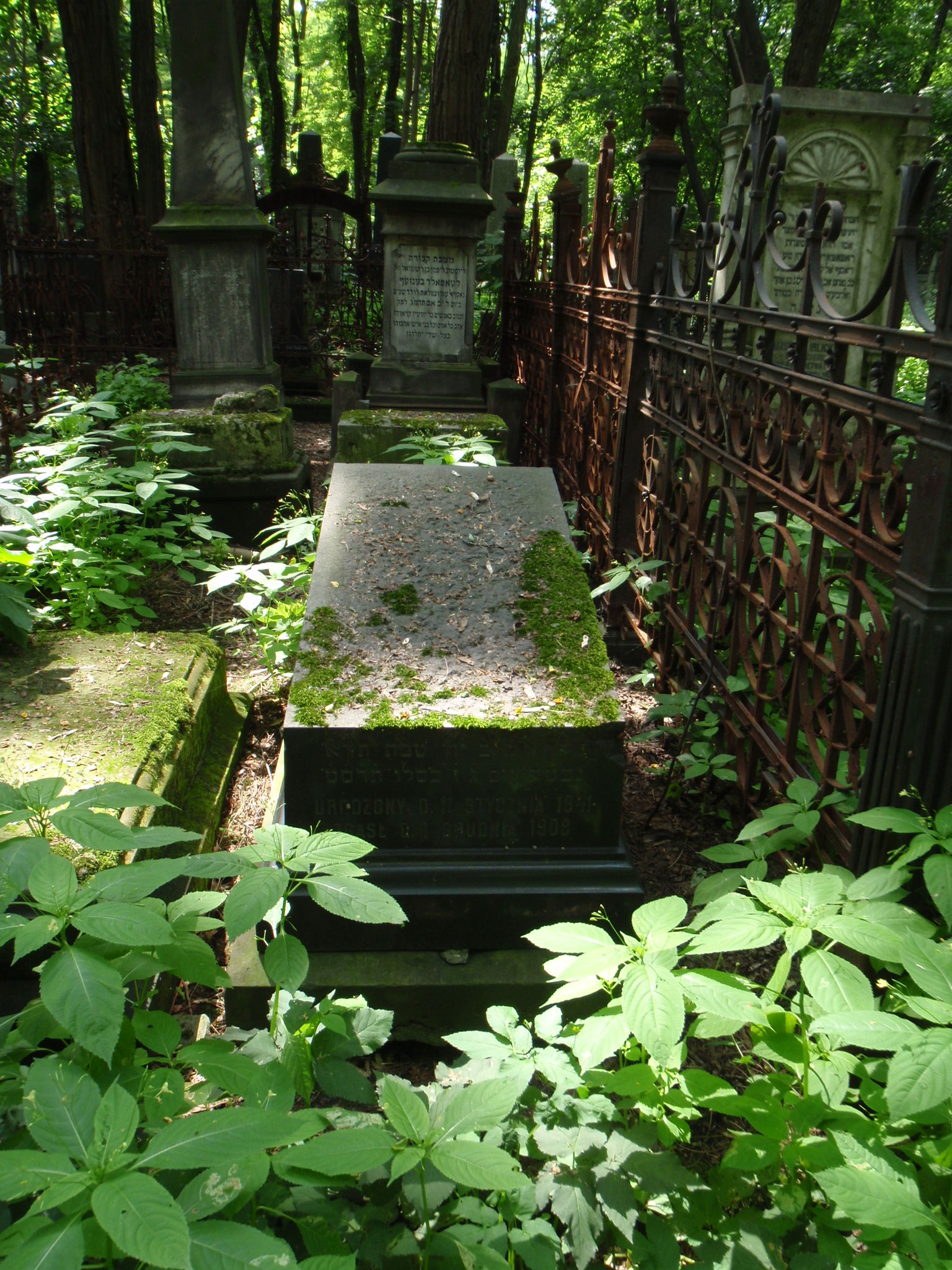
Grób Izaaka Cylkowa na cmentarzu żydowskim w Warszawie

Jest pochowany na cmentarzu żydowskim przy ulicy Okopowej w Warszawie (kwatera 33 rząd 1). W pogrzebie wzięły udział rekordowe liczby ludzi, zarówno Żydów jak i chrześcijan.

## Przekłady
- 1914: Księga Królów
- 1913: Księga Samuela
- 1913: Księga Sędziów
- 1905: Przypowieści Salomona
- 1905: Księga Jozuego
- 1904: Księgi Pięciu Megilot
- 1903: Księga Hioba
- 1901: Księgi Dwunastu Mniejszych Proroków
- 1900: Księga Ezechiela
- 1899: Księga Jeremiasza
- 1896: Księga Izajasza
- 1895: Pięcioksiąg Mojżesza
- 1883: Psalmy

Dzięki Wydawnictwu Austeria do tej pory okazały się reprinty:
- 2006: Tora / Pięcioksiąg Mojżesza
- 2007: Księgi Pięciu Megilot
- 2008: Psalmy
- 2008: Księga Hioba
- 2009: Przypowieści Salomona
- 2009: Księga Jeremiasza
- 2010: Księga Ezechiela
- 2011: Księga Izajasza
- 2012: Księga Jozuego
- 2012: Księga Sędziów
- 2013: Księga Dwunastu Mniejszych Proroków